# Kriegerdenkmal (Arcachon)

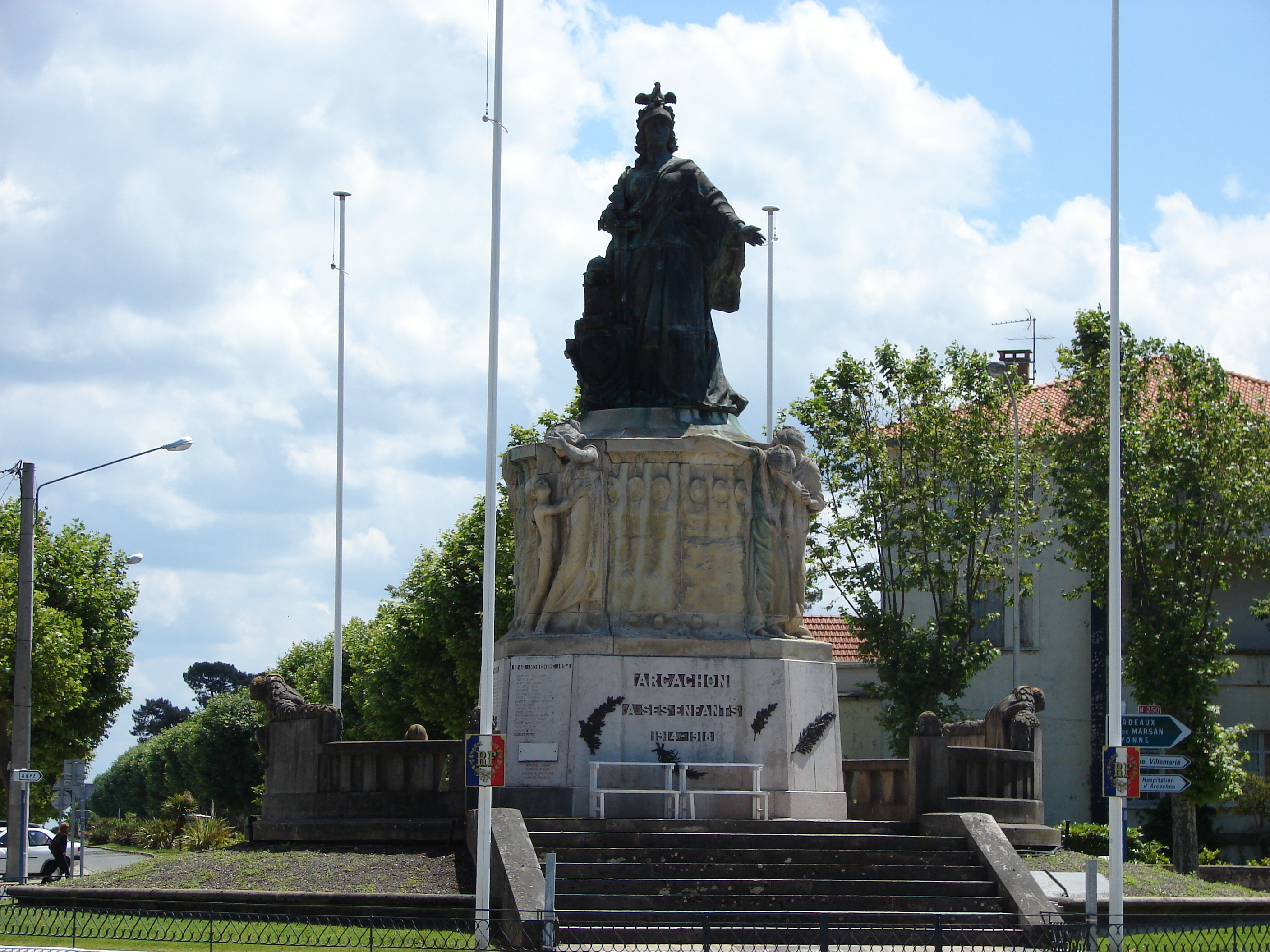
Kriegerdenkmal in Arcachon

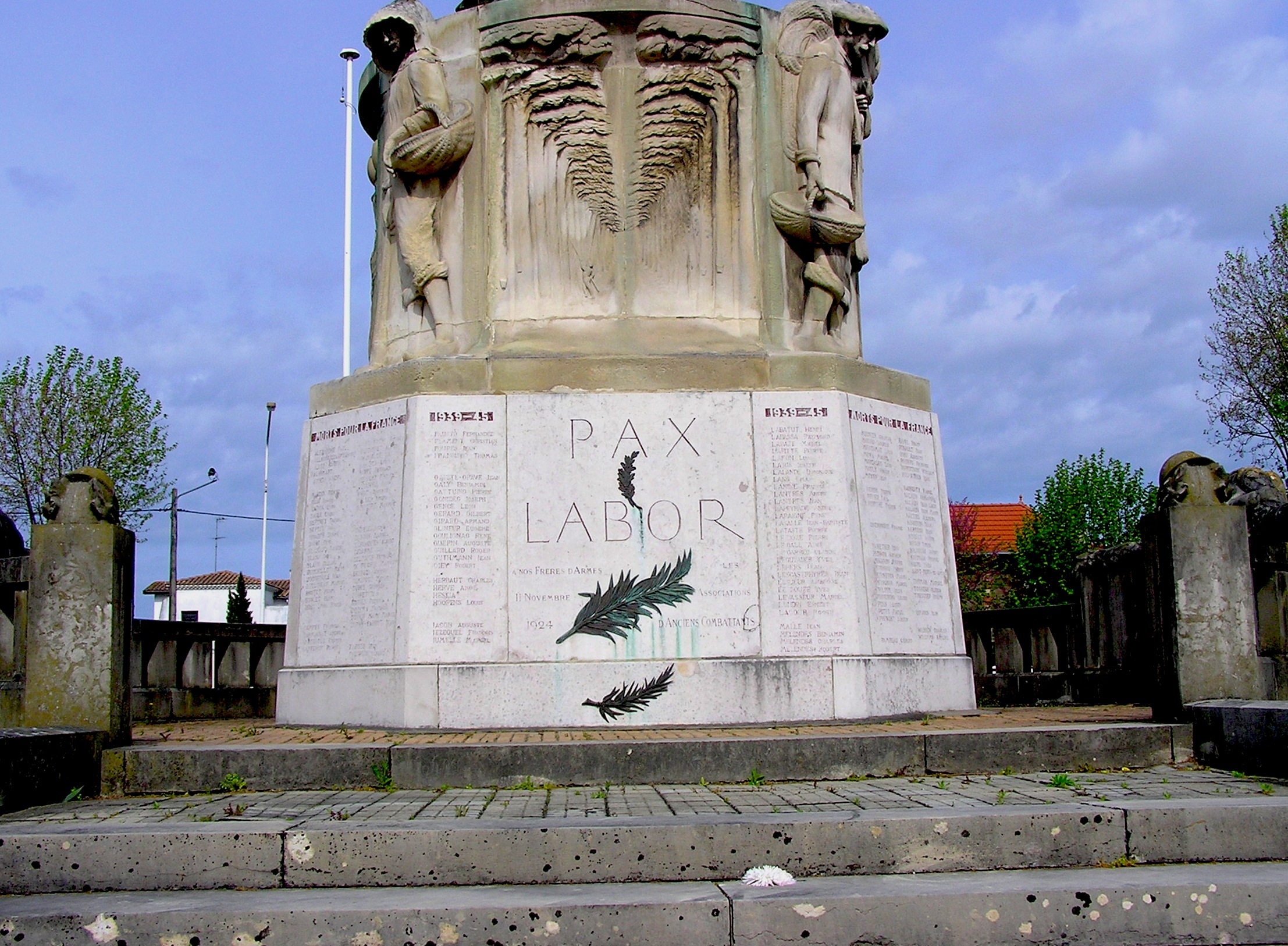
Detail

Das Kriegerdenkmal in Arcachon, einer französischen Gemeinde im Département Gironde in der Region Nouvelle-Aquitaine, wurde am 11. November 1924 eingeweiht. Das Kriegerdenkmal an der Place Verdun ist als Monument historique eingeschrieben.
Den Auftrag für das Kriegerdenkmal zur Erinnerung an die 258 Gefallenen während des Ersten Weltkriegs aus Arcachon erhielt nach einem Wettbewerb der Bildhauer Alexandre Maspoli (1875–1943) aus Lyon.  Auf einem mächtigen Sockel mit den Namen der Toten erhebt sich ein steinerner Unterbau mit der Darstellung von Trauernden. Darauf steht eine Frauenfigur, die das siegreiche Frankreich symbolisiert. 
Nach 1945 wurden auch die Namen der Toten des Zweiten Weltkriegs und des Indochinakriegs auf dem Denkmal angebracht. 